# Da 149/19 modello37
Obice Da149/19 modello37は、第二次世界大戦時にイタリアで導入された重榴弾砲である（Obiceはイタリア語で榴弾砲の意）。

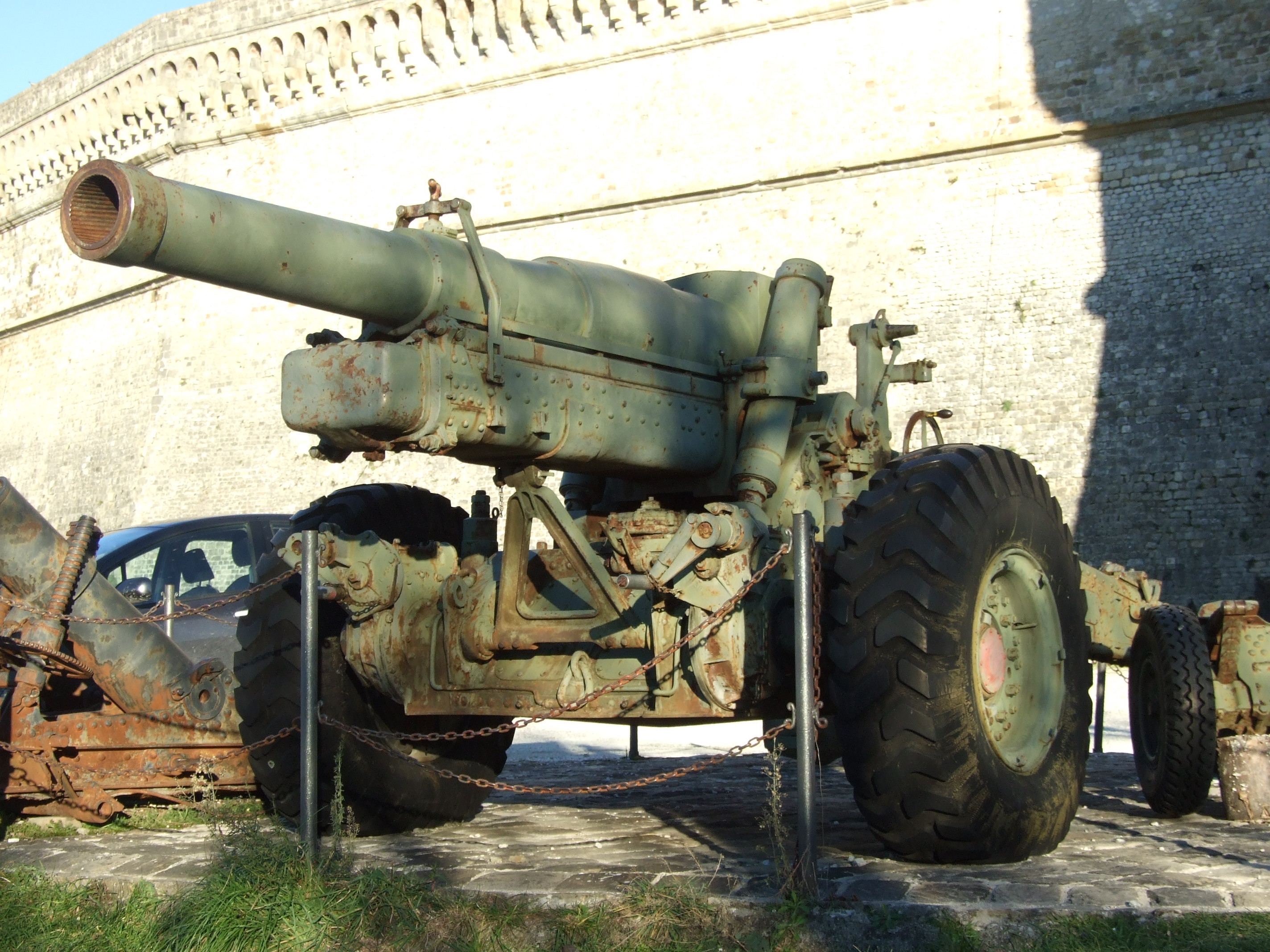
2015年撮影

## 概要
第一次世界大戦後、イタリア陸軍はベニート・ムッソリーニ総帥の下で軍拡政策を行っていたが、その中には火砲の近代化も含まれていた。本砲は第一次世界大戦時のObice Da 149/12榴弾砲を更新する目的で1939年に導入された。
しかし当時のイタリアの工業生産力は貧弱であり、計1392門の発注に対して、1942年9月までに生産されたのは147門のみであった。そのため旧来の榴弾砲が継続して使用された他、ドイツ製の15cm sFH 18もObice Da 149/28の名称で導入して砲兵部隊で使用された。
本砲は生産時期によって細部が異なり、37・41・42の3つのタイプが存在していた。またトラットーレSPA TM 40砲兵牽引車によって牽引された。
1943年のイタリア降伏後はドイツにおいて15 cm sFH 404(i)の名称で生産が継続され、15cm sFH 18に比して射程が優れていた。戦後もFH-70に更新されるまで使用された。

## スペック
- 生産時期：1939～1951年
- 開発・生産：アンサルド社
- 砲口径：149.1㎜（5.87インチ）
- 砲身長：3034㎜（20.4口径長）
- 重量：5,500kg
- 高低射界：＋5度～60度
- 水平射界：左右25度
- 砲弾重量：42.55kg
- 砲口初速：597m/S
- 最大射程：14,250m